# Lagarotis ustulata
Lagarotis ustulata là một loài tò vò trong họ Ichneumonidae.